# Yevgeni Kirisov
Yevgeni Vladimirovich Kirisov (tiếng Nga: Евгений Владимирович Кирисов; sinh ngày 14 tháng 2 năm 1994) là một cầu thủ bóng đá người Nga. Anh thi đấu cho F.K. Volgar Astrakhan.

## Sự nghiệp
Anh ra mắt chuyên nghiệp tại Giải bóng đá chuyên nghiệp quốc gia Nga cho FC Domodedovo Moskva vào ngày 12 tháng 7 năm 2014 trong trận đấu với F.K. Spartak-2 Moskva.
Vào tháng 3 năm 2015, Kirisov ký bản hợp đồng thời hạn ngắn cùng với đội bóng Tippeligaen Stabæk. Ngoại trừ có xuất hiện một vài lần nhỏ tại tại Cúp bóng đá Na Uy 2015, anh không thi đấu một trận nào cho đội một và bị giải phóng trong mùa hè.

## Thống kê sự nghiệp
Tính đến 3 tháng 6 năm 2015
| Mùa giải            | Câu lạc bộ          | Hạng đấu                                | Giải vô địch | Giải vô địch | Cúp     | Cúp       | Tổng cộng | Tổng cộng |
| Mùa giải            | Câu lạc bộ          | Hạng đấu                                | Số trận      | Bàn thắng    | Số trận | Bàn thắng | Số trận   | Bàn thắng |
| ------------------- | ------------------- | --------------------------------------- | ------------ | ------------ | ------- | --------- | --------- | --------- |
| 2014–15             | Domodedovo Moskva   | Giải bóng đá chuyên nghiệp quốc gia Nga | 14           | 0            | 1       | 0         | 15        | 0         |
| 2015                | Stabæk              | Tippeligaen                             | 0            | 0            | 1       | 0         | 1         | 0         |
| 2015–16             | Domodedovo Moskva   | Giải bóng đá chuyên nghiệp quốc gia Nga | 6            | 1            | 0       | 0         | 6         | 1         |
| Tổng cộng sự nghiệp | Tổng cộng sự nghiệp | Tổng cộng sự nghiệp                     | 20           | 1            | 2       | 0         | 22        | 1         |